# Rosillas
Rosillas (genauer: Rosillas Centro) ist eine Ortschaft im Departamento Tarija im südamerikanischen Anden-Staat Bolivien.

## Lage im Nahraum
Rosillas ist eine von sechs Ortschaften des Kanton Rosillas im Municipio Padcaya in der Provinz Aniceto Arce. Die Ortschaft liegt auf einer Höhe von 2089 m an einem rechten Zufluss  des Río Orosas, der zum Grenzfluss Río Bermejo hin fließt.

## Geographie
Rosillas liegt im südlichen Bolivien an den Ostabhängen der östlichen Anden-Gebirgskette im Übergang zum bolivianischen Tiefland.
Die mittlere Durchschnittstemperatur der Region liegt bei 13,5 °C (siehe Klimadiagramm Padcaya), die monatlichen Durchschnittstemperaturen schwanken zwischen 9 °C im Juni und Juli und 17 °C im Dezember und Januar. Der Jahresniederschlag beträgt 630 mm, bei einer ausgeprägten Trockenzeit von Mai bis September mit Monatsniederschlägen unter 10 mm, und einer Feuchtezeit von Dezember bis Februar mit Monatsniederschlägen deutlich über 100 mm.

## Verkehrsnetz
Rosillas liegt in einer Entfernung von 57 Straßenkilometern südlich von Tarija, der Hauptstadt des Departamentos.
Von der Tarija aus führt die asphaltierte Nationalstraße Ruta 1 nach Südosten in Richtung auf die Städte Padcaya und Bermejo. In Padcaya zweigt die 165 Kilometer lange Ruta 28 von der Ruta 1 ab, die über Abra de San Miguel und Camacho zur Grenzstadt Villazón führt. Acht Kilometer südwestlich von Padcaya zweigt von der Ruta 28 eine unbefestigte Landstraße nach Süden ab und erreicht Rosillas nach weiteren drei Kilometern.

## Bevölkerung
Die Einwohnerzahl des Ortes war in den vergangenen beiden Jahrzehnten deutlichen Schwankungen unterworfen:
| Jahr | Einwohner | Quelle       |
| ---- | --------- | ------------ |
| 1992 | 240       | Volkszählung |
| 2001 | 825       | Volkszählung |
| 2012 | 450       | Volkszählung |
| 2024 |           | Volkszählung |